# ورمانت، سنت وینسنت و گرندینس
ورمانت، سنت وینسنت و گرندینس (به لاتین: Vermont, Saint Vincent and the Grenadines) یک زیستگاه انسانی در سنت وینسنت و گرنادین‌ها است که در سنت وینسنت (جزیره) واقع شده است.